# Макриялоско неолитно селище
Макриялоско неолитно селище (на гръцки: Νεολιθικός οικισμός Μακρυγιάλου) е неолитно селище край пиерийското село Макриялос, Гърция. Селището, съществувало около 1500 години от 6000 до 4500 година пр.н.е, е едно от най-големите праисторически селища в Гърция.

## Местоположение
Селището се намира в ниските хълмове, които са на разстояние 2 km от сегашната брегова ивица.

## Разкриване
Селището е открито при разширяването на националния път и железопътната линия Атина-Солун. Работата по разкриването на селището започва в 1992 година и завършва няколко години по-късно. Разкопките са предприети от XVI ефория за праисторически и класически старини.

## История
Селището е основано през VI хилядолетие пр.н.е. Това е равнинно селище, обитавано както през Късен неолит I (преддимински период, 5300-4900 г. пр. н. е.), така и през Късен неолит II (димински период, 4800-4500 г.). Характерно за тези архитектурни фази е, че те не се развиват една върху друга, както обикновено се случва в неолитните селища (могила), а се разширяват една до друга. Площта на разкопките достига 60 декара, а общата площ на обитаемата територия възлиза на около 500 декара. Голяма част от общата площ на селището обаче е унищожена при предходни работи по пътната мрежа.

### Макриялос I (5300-4900 пр. н. е.)
Селището от Късния неолит I (Макриялос I) се състои от рядко построени, кръгли колиби с мазета, вкопани в земята. Подът на сградите се състои от стволове на дървета, които покриват мазетата. Надстройката е направена с колове, клони и глина. В периферията на селището са разкрити огромни ровове, чийто диаметър понякога надхвърля 30 метра. Селище I е оградено с двоен ров. Вътрешният ров се състои от ями и е с ширина 4,5 m и дълбочина 3,5 m, докато външният ров е по-малък. След изоставянето на това селище рововете са използвани за погребения, но и за отпадъци. Между двете фази може да е имало временно изоставяне на селището.

### Макриялос II (4800-4500 пр.н.е.)
По време на Късния неолит II (Макриялос II) селището е доста диверсифицирано, запазвайки обаче основната структура на по-старата фаза. Общата площ на селището се свива значително, а сградите са по-малки, но с по-плътно разположение. Сградите са били от подобен тип с диаметър 5 m. Обществени работи, ровове и траншеи съществуват и през тази фаза, но те не играят толкова важна роля. Напротив, жителите на селището наблягат повече на личните пространства. Сградите остават кръгли и полуподземни, докато значителен брой находки са открити в подземни структури. Между подземните и полуподземните сгради са се оформяли открити открити пространства, често павирани с камъни, които са били използвани за ежедневните задачи на хората.
В края на по-новата фаза на селище II се използват правоъгълни и по-големи сгради. По-конкретно, открита е 15-метрова дъгообразна сграда, която може би не е единствената в селището. Най-добре запазената сграда е с площ от 60 m, т.е. много по-голяма от предшестващите я подземни и полуподземни сгради. И в тази фаза селището е било защитено от рововете.

## Археологически находки
Археологическите разкопки изваждат на бял свят много инструменти, съдове и накити - 10 000 сечива от обсидиан и кремък, 8 000 полирани каменни сечива (кирки, длета, длета и други), около 240 глинени и мраморни фигурки, пръстеновидни периапти от мрамор (Макриялос I) и бронз (Макриялос II), бижута от кост и кост и медни предмети (мъниста, зъбци, ковани телове и плочи). Всички тези находки разкриват пълния спектър от дейности на неолитните хора.
През фаза I категорията на големите съдове с черна корона доминира в керамиката. Черната полирана повърхност е украсена с фини линии от бял цвят, които трудно се запазват. Често срещано е и наличието на набраздена украса в различни варианти. Освен това малките бутилки с дръжки са били украсени предимно с фигури на животни или хора.
Във фаза II е характерна изписаната и гравирана керамика от класическия Димини период (района на Волос). Някои вази са с врязана украса с цветни изображения на животни, а други с пластична украса.
Анализът на бронзовите предмети показва, че те са резултат от напреднал технологичен етап в металургията. Нивото на металургична дейност, получено от находките на Макриялос, е в хармония с данните от селищата Ситагри, Дикили Таш, както и със съвременните селища в Югоизточна Европа.
Селището Макриялос е изоставено в средата на IV хилядолетие пр.н.е. Освен важността на мобилните си находки, то придобива особено значение, тъй като площта му е толкова голяма, че може да се счита за достатъчна извадка за отговор на археологическите въпроси относно структурата и организацията на едно неолитно селище, както се развива в пространството и време.